# Welfaryzm
Welfaryzm (Indywidualizm etyczny) – pogląd opierający się na założeniu, że:
1. każda jednostka najlepiej zna swoje preferencje
2. wartość stanów społecznych zależy od postrzegania tych stanów przez jednostki i od osiągniętej satysfakcji
3. społeczeństwo nie może oceniać jako całość, czegoś co nie jest uznawane przez jednostkę za istotne.

W polityce gospodarczej na tej zasadzie opiera się społeczne uporządkowanie pośrednie, które dokonuje się wtedy, gdy według pewnego zewnętrznego kryterium jest ono określone wyłącznie w relacji do preferencji jednostek, a preferencje społeczne są wyłącznie ich odzwierciedleniem.
Ta teoria bywa szeroko krytykowana. Po pierwsze, zadowolenie społeczne nie musi być określane wyłącznie na podstawie rzeczywistych stanów, których doświadcza jednostka. Może chodzić również o pewne aspekty, które są godne uwagi, o świadomość ich dopuszczalności, możliwości ich wykorzystania. Po drugie, preferencje społeczne nie powinny być traktowane jako wyłącznie powodowane dobrem jednostki i jej postawą. Warto zwrócić uwagę także na normy, modę, zachowanie innych jednostek wokół, te wszystkie czynniki wpływają na indywidualne decyzje danej jednostki w społeczeństwie.
Obrońcy welfaryzmu twierdzą, że społeczne uporządkowanie bezpośrednie jest nielogiczne, ponieważ preferencje jednostek są w nim zastąpione poglądami jednej osoby - reformatora lub filozofa - który nie musiał być nawet członkiem danej społeczności, a to może prowadzić do paternalizmu lub autorytaryzmu.